# Черкесск (станция)
Черке́сск — железнодорожная станция Минераловодского региона Северо-Кавказской железной дороги, находящаяся в городе Черкесске, столице Карачаево-Черкесской республики.

## Описание
Пригородное железнодорожное сообщение представлено рельсовыми автобусами РА2 (ранее РА1 и АЧ2). До 2009 года пригородный поезд от станции Невинномысская следовал до конечной станции данного участка железной дороги, до станции Джегута. В настоящее время маршрут сокращён до станции Черкесск. Также до 2009 года по станции следовали беспересадочные прицепные вагоны «Джегута — Москва», которые на станции Невинномысская включали в состав поезда № 61 Нальчик — Москва. В 2025 году начал курсировать поезд дальнего следования Черкесск-Санкт-Петербург.

## Пригородное сообщение по станции
По состоянию на март 2016 года по станции курсируют следующие поезда пригородного сообщения:
| № поезда | Маршрут движения          | № поезда | Маршрут движения          |
| -------- | ------------------------- | -------- | ------------------------- |
| 6821     | Невинномысская — Черкесск | 6822     | Черкесск — Невинномысская |
| 6823     | Невинномысская — Черкесск | 6824     | Черкесск — Невинномысская |

## Дальнее следование по станции
По состоянию на 2025 год курсирует поезд Черкесск-Санкт-Петербург.

## Адрес вокзала
- 369000, Россия, Карачаево-Черкесская республика, г. Черкесск, ул. Привокзальная, д. 1
- Справочная: +7 (8782) 21-19-71